# Puchar Świata Siłaczy 2004: Edmonton
Puchar Świata Siłaczy 2004: Edmonton – dziewiąte, ostatnie w 2004 r. zawody siłaczy z cyklu Pucharu Świata Siłaczy.
Data: 11 grudnia 2004 r.

Miejsce: Edmonton  Kanada
Konkurencje:
WYNIKI ZAWODÓW:
| Miejsce | Zawodnik        | Kraj              | Punkty           |
| ------- | --------------- | ----------------- | ---------------- |
| 1.      | Dave Ostlund    | Stany Zjednoczone | 73               |
| 2.      | Raivis Vidzis   | Łotwa             | 70               |
| 3.      | Ralf Ber        | Austria           | 62               |
| 4.      | Mychajło Starow | Ukraina           | 58               |
| 5.      | Chad Coy        | Stany Zjednoczone | 57,5             |
| 6.      | Tarmo Mitt      | Estonia           | 56               |
| 7.      | Al Block        | Kanada            | 47,5             |
| 8.      | Ryan Green      | Kanada            | 45               |
| 9.      | Beerd Beekman   | Kanada            | 43               |
| 10.     | Glenn Ross      | Irlandia Północna | 41               |
| 11.     | Richárd Danis   | Węgry             | 30               |
| 12.     | Grzegorz Peksa  | Polska            | 18               |
| 13.     | Ed Brost        | Kanada            | 5 (kontuzjowany) |
| 14.     | Manoj Chopra    | Indie             | 1 (kontuzjowany) |